# Zavod Kraljice sv. Krunice u Tuzli
Zavod Kraljice sv. Krunice je bila rimokatolička ustanova u Tuzli. Nalazila se u Donjoj Tuzli. Posvećena je sv. Krunici. Zgrada je vremenom srušena. Na njenom je mjestu sagrađen Katolički školski centar "Sv. Franjo" Tuzla, u Klosterskoj 10.

## Povijest
Godine 1878. Austro-Ugarska zaposjela je BiH što je stvorile preduvjete za bolji život katolika. Vrhbosanski nadbiskup Josip Stadler pozvao je, a u Bosnu i Hercegovinu 1882. godine došla je radi osnivanja misionarske službe utemeljiteljica ženske redovničke službe Kćeri Božje ljubavi majka Franziska Lechner. Godinu dana poslije dolaze prve časne sestre na područje Tuzle. Onda su se bavile bavile školstvom i brigom o mladima. Lijepo su primljene te prve sestre i odmah im je ustupljena i jedna kuća u kojoj su mogle početi sa školstvom.
Godine 1883. otvoren je prvi Zavod časnih sestara u Tuzli pod imenom "Kraljica svete krunice". Osim hrvatske škole, časne sestre su otvorile i njemačku školu za doseljenike, zbog mnoštva doseljenika iz drugih krajeva Austro-Ugarske. Zavod je sagrađen u istoj ulici gdje, u susjedstvu židovske sinagoge. Tuzlaci su Zavod nazvali "Kloster" (njemački za samostan), i uskoro je zbog česte uporabe i ulica dobila naziv Klosterska ulica.
Bosanska vlada darovala je Družbi Kćeri Božje Ljubavi zemljište Dragoželj, na kojem je napravljena ekonomija i rujna 1886. sagrađen samostan Josipovac.
Nova zgrada zavoda dovršena je i godine 1888. otvorena je Građanska škola na njemačkom jeziku. Dio školske zgrade dograđen je 1902. godine. Dvije godine poslije otvorena je tu Narodna građanska škola. Godine 1913. tu je otvorena i Ženska stručna škola.
U Građanskoj školi Zavoda radila je s. Alojzija Caratan.